# ماريو سيمون ماتياس
ماريو سيمون ماتياس (بالإسبانية: Mario Simón Matías)‏ هو لاعب كرة قدم ومدرب كرة قدم إسباني، ولد في 7 يناير 1981 في مدريد في إسبانيا. لعب مع La Roda CF ‏.